# Rugenberger Hafen

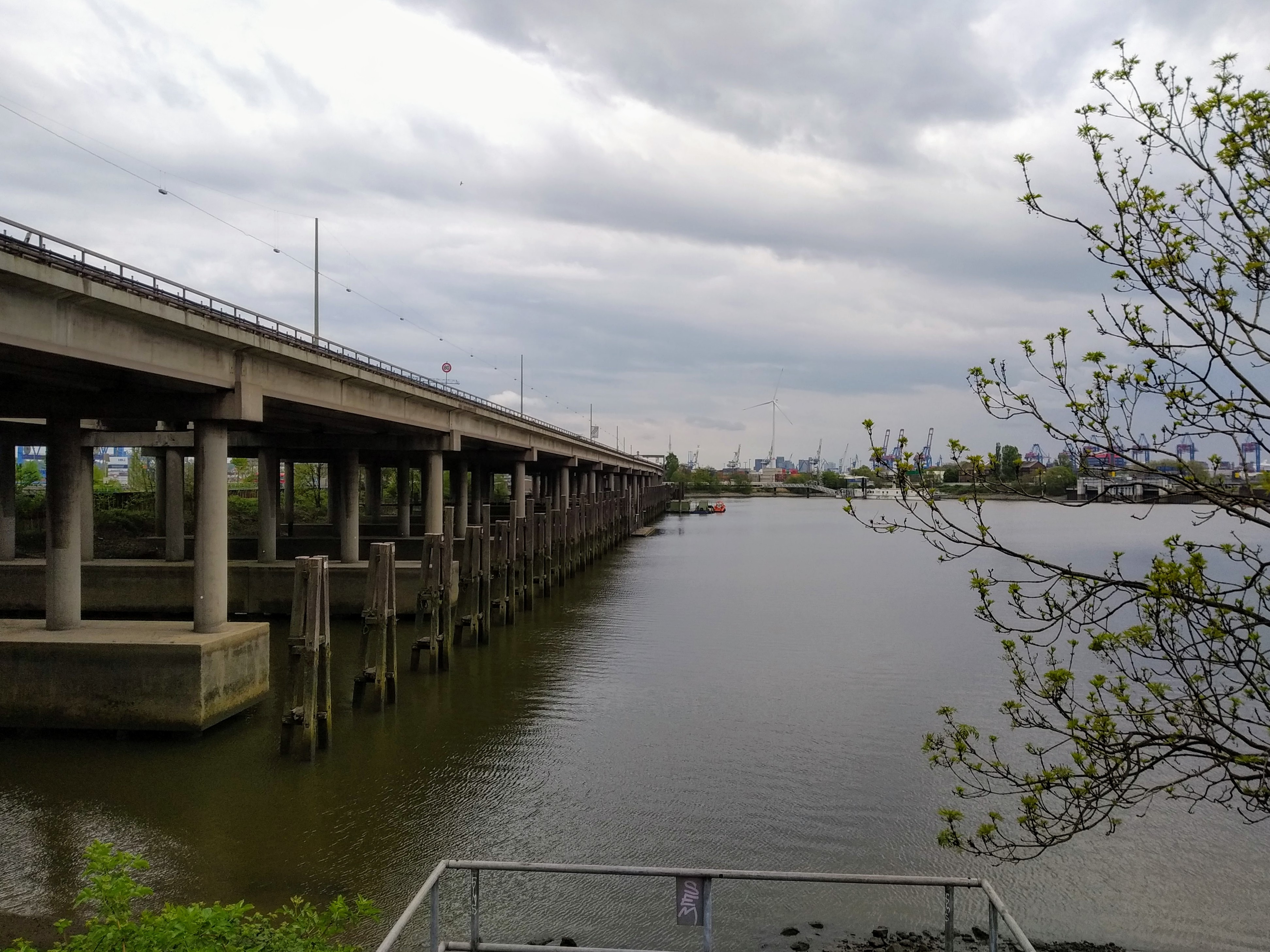
Rugenberger Hafen mit der Hochstraße Elbmarsch

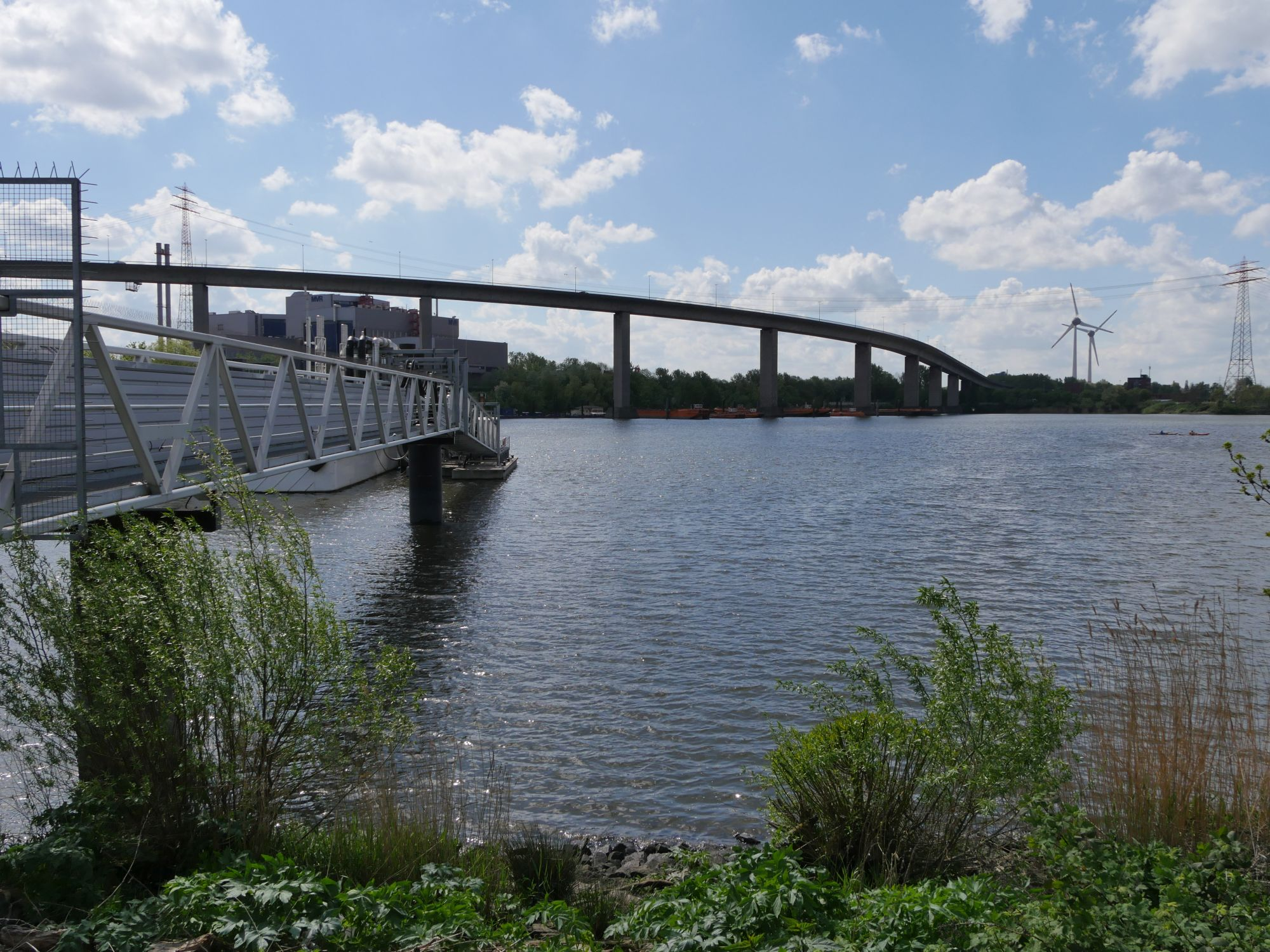
Blick über den Rugenberger Hafen vom Nordufer aus, im Hintergrund die Köhlbrandbrücke

Der Rugenberger Hafen ist ein Hafenbecken in Hamburg-Waltershof. Er ist benannt nach der ehemaligen Elbinsel Rugenbergen, deren östliches Ende hier ungefähr lag.
Der Hafen hat eine Ausdehnung von 720 Meter in südwestlich-nordöstlicher und bis zu 380 Meter in nordwestlich-südöstlicher Richtung und eine Fläche von 21 ha.
An seiner nordwestlichen Seite existiert ein Durchlass unter der Waltershofer Brücke zum Waltershofer Hafen und damit zum Parkhafen und der Elbe. Gegenüber dem Durchlass liegt die Rugenberger Schleuse als Verbindung zum Köhlbrand.
Direkt entlang seines westlichen Ufers überquert die Bundesautobahn 7 mit der Hochstraße Elbmarsch im Zuge der Querung des Hamburger Hafens das Hafenbecken. Über die andere Seite verläuft die Westrampe der Köhlbrandbrücke.

## Nachweise
1. ↑  Geoportal Hamburg, abgerufen am 27. April 2019

Koordinaten: 53° 31′ 21″ N, 9° 55′ 46″ O